# Athyonidium chilensis
Athyonidium
Genre
Espèce
Athyonidium chilensis, unique représentant du genre Athyonidium, est une espèce de concombres de mer de la famille des Cucumariidae.

## Description

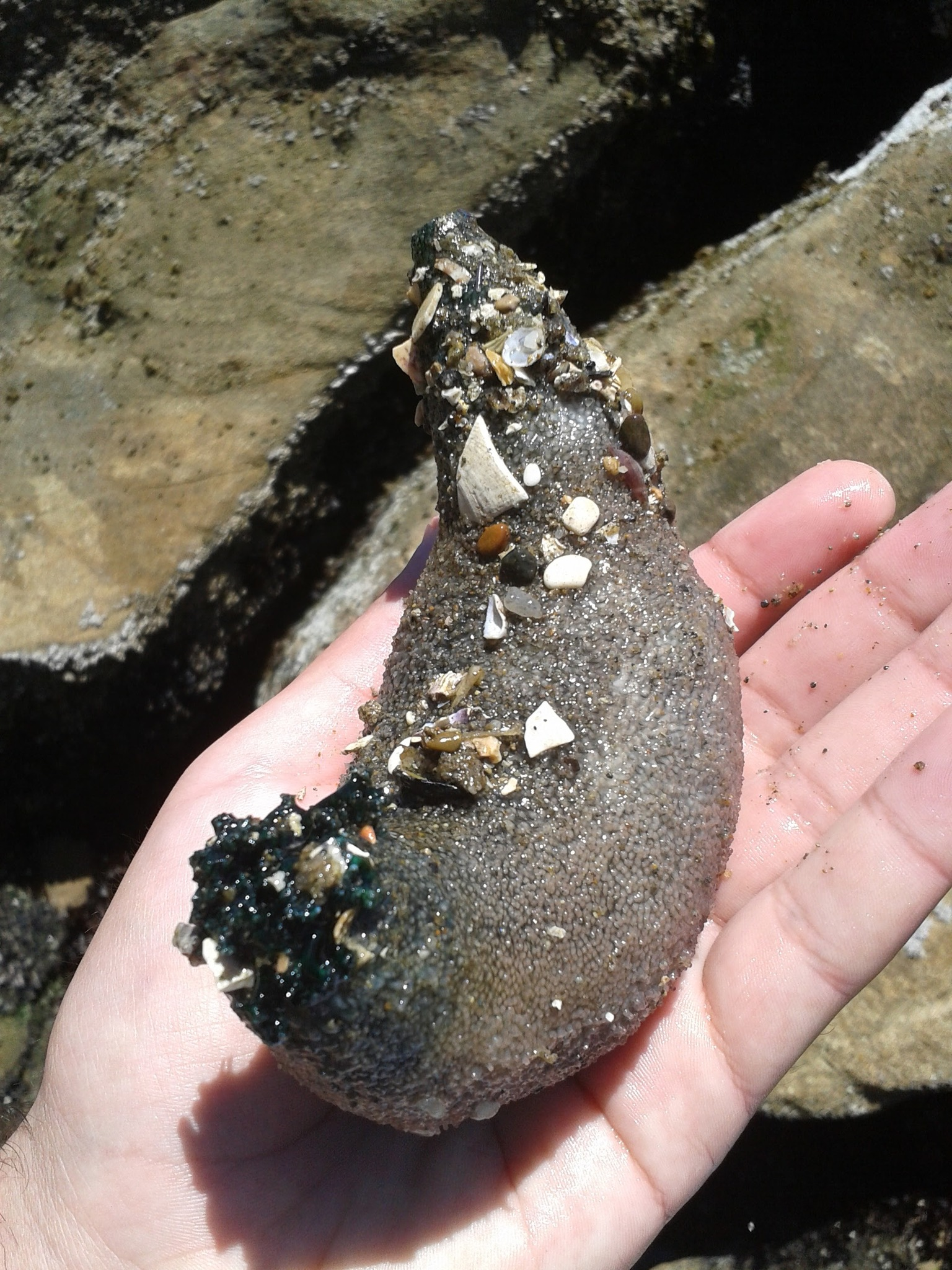
Spécimen tenu en main, contracté.

## Systématique
Le nom valide complet (avec auteur) de ce taxon est Athyonidium chilensis (Semper, 1868).
L'espèce a été initialement classée dans le genre Thyone sous le protonyme Thyone (Stolus) chilensis Semper, 1868.
Athyonidium chilensis a pour synonymes invalides :
- Eucyclus chilensis (Semper, 1868)
- Eucyclus duplicatus Lampert, 1885
- Thyone (Stolus) chilensis Semper, 1868

GBIF mentionne une autre espèce, Athyonidium deichmannae Domantay, 1961 que le WoRMS considère comme invalide.

### Publications originales
- Genre Athyonidium :
  - (en) Elisabeth Deichmann, « The Holothurioidea collected by the Velero III during the years1932to 1938. Part I, Dendrochirota », Allan Hancock Pacific expeditions [Reports], Los Angeles, vol. 8,‎ 1941, p. 61-194 (lire en ligne, consulté le 23 octobre 2024).
- Espèce Athyonidium chilensis, sous le taxon Thyone chilensis :
  - Semper, C. (1867-1868). Holothurien. In: Semper, C., ed.: Reisen im Archipel der Philippinen. Zweiter Theil. Wissenschaftliche Resultate. Erster Band. Leipzig: W. Engelmann. iv + 288 pp., 40 pls. [1867 = pp. 1-70, pls. 1-15; 1867/(1868) = pp. 71-100, pls. 16-25; 1868 = pp. 101-288, pls. 26-40]. (lire en ligne)